# 荒木雅子
荒木 雅子（あらき まさこ、1924年1月2日 - ）は、日本の女優。本名は荒木美代子。旧芸名、忍 美代子。京都府京都市出身。父親は荒木忍。血液型はA型。松竹芸能所属。元新春座座員。

## 出演

### 映画
- 悪童（1966年）
- 浪花侠客 度胸七人斬り（1967年）
- 緋牡丹博徒（1968年）
- 尼寺(秘)物語（1968年）
- 大奥絵巻（1968年）
- 極悪坊主（1968年）
- 傷だらけの人生 古い奴でござんす（1971年）
- 曼陀羅（1971年）
- 哥(うた)（1972年）
- 仁義なき戦い 代理戦争（1973年）
- 仁義なき戦い 頂上作戦（1974年）
- 学生やくざ（1974年）
- 桜の森の満開の下（1975年）
- 極道社長（1975年）
- 狂った野獣（1976年）
- 女必殺五段拳（1976年）
- 青春の門（1981年）
- 人生劇場（1983年）
- 舞妓物語（1987年）
- おもちゃ（1999年）
- ホーホケキョ となりの山田くん（1999年）
- 長崎ぶらぶら節（2000年）

### テレビドラマ
- 三菱ダイヤモンド劇場「花のれん」（1960年、CX）
- 文芸劇場（NHK）
  - 第25回「しぶちん」（1962年3月20日）
  - 第60回「女殺油地獄」（1963年2月15日）
- ポーラ名作劇場「たんばさん」（1963年、NET）
- 女系家族（1963年、MBS）
- 人間水域（1964年、ABC / 松竹）
- 素浪人 月影兵庫 第15話「法華太鼓が響いていた」（1966年、NET） - おしの
- 船場（1967年、KTV）
- 風　（TBS）
  - 第21話「誰がための仇討ち」（1968年）
  - 第35話「金塊消失」（1968年）
- 大奥　（KTV）
  - 第17話「江島と生島」（1968年）
  - 第19話「裁きの庭」（1968年）
- 帰って来た用心棒 第13話「風の泣く里」（1968年、NET）
- 東芝日曜劇場 第650話「天国の父ちゃんこんにちは その9」（1969年、TBS）
- パナソニック ドラマシアター （TBS / C.A.L）
  - 水戸黄門
    - 第1部 第6話「暁を駆ける -藤枝宿-」（1969年9月8日） - つる役
    - 第8部 第25話「初春博多囃子 -博多-」（1978年1月2日） - たか役
    - 第15部 第36話「代官にされたドジな掏摸 -岡部-」（1985年9月30日） - おみね役
    - 第16部 第25話「黄門様を叱った娘 -鶴岡-」（1986年10月13日） - おせき役
    - 第18部
      - 第22話「祇園太鼓で悪退治 -小倉-」（1989年2月13日） - おりく役
      - 第29話「母恋し涙の馬子唄 -三島-」（1989年4月3日） - お民役

    - 第20部 第32話「誘拐された御老公 -福井-」（1991年6月17日） - お徳役
    - 第21部 第1話「悪鬼が巣喰う岡崎城 -水戸・岡崎-」（1992年4月6日） - うめ役

  - 大岡越前
    - 第1部 第12話「すっとび辰の片思い」（1970年6月1日） - お楽
    - 第4部
      - 第3話「男やもめに花が咲く」（1974年10月21日） - おきん
      - 第16話「父と娘」（1975年1月20日） - おたか

    - 第6部 第2話「辻斬り三葉葵」（1982年3月15日） - 長屋の女
    - 第7部 第16話「見合い相手は殺人鬼」（1983年8月8日） - おくら
    - 第8部 第11話「十手に隠れた悪企み」（1984年10月1日） - おぎん
    - 第11部 第16話「三方納めた一両損」（1990年8月6日） - おとせ

  - 江戸を斬るシリーズ
    - 江戸を斬るIII 第11話「女だてらに河内山」（1977年） - およね役
    - 江戸を斬るVI 第4話「親子を結ぶ情捕縄」（1980年） - お倉役
    - 江戸を斬るVIII 第1話（1994年1月31日） - おみね役
- 大坂城の女（KTV） - たか
  - 第9話「利休の娘お吟」（1970年）
  - 第10話「炎の佳人」（1970年）
- 桃太郎侍（NTV）
  - 第127話「あらくれ女大学」（1979年）- 出雲介の母
  - 第188話「皿にかかれた人生模様」（1980年） - おつね
- 徳川おんな絵巻　（KTV）
  - 第42話「怨霊おはぐろどぶ」（1971年）
  - 第43話「呪いの剃刀」（1971年）
- 江戸巷談 花の日本橋 第1回「髪結いおしま捕物帖」、第2回「髪結いおしま捕物帖 謎の銀かんざし」（1971年、KTV） - お徳
- 忍法かげろう斬り 第2話「女の園へ潜入せよ」（1972年、KTV）
- 長谷川伸シリーズ「たった一人の女」（1973年、NET）
- 次郎長三国志（1974年、NET）
- 朝の連続テレビ小説「火の国に」（1976年、NHK）
- 五街道まっしぐら! 第9話「妖花おどる怨霊の石橋」（1976年、NET）
- 必殺シリーズ（ABC / 松竹）
  - 必殺必中仕事屋稼業 第14話「招かれて勝負」（1975年） - おつね
  - 必殺仕業人 第16話「あんたこの掠奪をどう思う」（1976年） - おふみ
  - 必殺仕事人
    - 第16話「綺麗な花には何故棘があるのか?」（1979年） - りく
    - 第54話「呪い技怪談怨霊攻め」（1980年） - お梶

  - 必殺仕舞人 第6話「花笠音頭は地獄で踊れ -山形-」（1981年） - 浄月尼
  - 必殺仕事人IV 第3話「主水老人問題を考える」（1983年）
- 暴れん坊将軍シリーズ（ANB/東映）
  - 吉宗評判記 暴れん坊将軍
    - 第36話「天を欺く泣きぼくろ」（1978年） - お杉役
    - 第72話「紅花で染めた復讐」（1979年） - 葛木役
    - 第106話「将軍はんて何んどすえ?」（1980年） - 蓮照尼役
    - 第130話「幼なじみは大奥の女」（1980年） - 松風役

  - 暴れん坊将軍II
    - 第157話「悲しい嘘に惚れた奴!」（1986年） - 杉野役

  - 暴れん坊将軍III
    - 第115話「大岡越前 罷免さる!?」（1990年） - お勝役

  - 暴れん坊将軍V
    - 第36話「争奪! 石田三成の密書」（1994年） - 松乃役
- 徳川の女たち 第三部「哀惜 母ひとり」（1980年、CX） - 立野役
- 江戸の用心棒 第13話「小さな女主人」（1981年、CX）
- 赤かぶ検事奮戦記（ABC）
  - 第2シリーズ 第7話「死人に口なし」（1982年） - 吉村きよ役
  - 第3シリーズ 第5話「閃光殺人のツケ」（1983年） - 沢井志乃役
- 銭形平次 第815話「悪への惑い」（1982年、CX） - お房
- 土曜ワイド劇場「冷たい血 -生きている小平次より- 幽霊男と初体験した妻」（1982年、ABC）妙役
- 源九郎旅日記 葵の暴れん坊 第16話「姫のお国の幽霊武者」（1982年、ANB / 東映） - お甲
- 時代劇スペシャル「松本清張のかげろう絵図」（1983年、CX）
- 大奥 第24話「わんわん行進曲」（1983年、KTV） - おしま
- 金曜女のドラマスペシャル「Wの悲劇」（1986年、CX）
- 京都サスペンス（KTV系）
  - 「芙蓉の花は血の色」（1987年、京都映画）
  - 「妻たちのパスポート・けがれを流す賀茂の水」（1988年10月、京都映画）
- 現代神秘サスペンス「三階の魔女」（1989年、KTV / 東映）
- 京、ふたり（1990年、NHK）- 中村益子 役
- 火曜サスペンス劇場「京都大原殺人街道」（1991年、NTV / 松竹）
- あばれ八州御用旅 第2シリーズ 第15話「女三度笠 涙の迷子札」（1991年、TX / ユニオン映画） - おりく
- 土曜ドラマ（NHK）
  - がんばらんば〜平成の島原大変〜（1993年） - 安江
- 銭形平次 第3シリーズ 第7話「出刃を研ぐ女」（1993年、CX / 東映） - おとく役
- 名奉行 遠山の金さん（ANB / 東映）
  - 第5シリーズ 第17話「花の吉原 二つの顔をもつ女」（1993年） - お鹿役
  - 第6シリーズ 第7話「夫に怯える美人妻」（1994年） - お米役
- 婚姻関係（1994年、MBS）
- もう大人なんだから（1996年、MBS）
- 月曜ドラマスペシャル「一色京太郎事件ノート3京都鞍馬貴船川殺人事件」（1996年、TBS）
- 女と愛とミステリー「グズ茂検事の犯罪捜査1」（2002年、TX）

### 舞台
- 喜劇・道頓堀ものがたり
- 桃中軒雲右衛門
- 殺陣師段平
- じゅんさいはん